# Carlo Magnaghi
Carlo Magnaghi (Gaggiano, ... – Fogliano, 13 maggio 1944) è stato un militare e aviatore italiano, asso dell'aviazione italiana con 11 vittorie aeree nel corso della seconda guerra mondiale, decorato con due Medaglie d'argento, tre di bronzo, la Croce di guerra al valor militare e la Croce di Ferro di seconda classe tedesca.

## Biografia
Nacque a Gaggiano, dove frequentò le scuole, emigrando poi a Milano con la sua famiglia. Prestò servizio di leva nel Regio Esercito, ma dopo l'entrata in guerra del Regno d'Italia, avvenuta il 10 giugno 1940, si arruolò volontario nella Regia Aeronautica conseguendo il brevetto di pilota militare, e venendo assegnato come sottufficiale pilota alla specialità caccia.

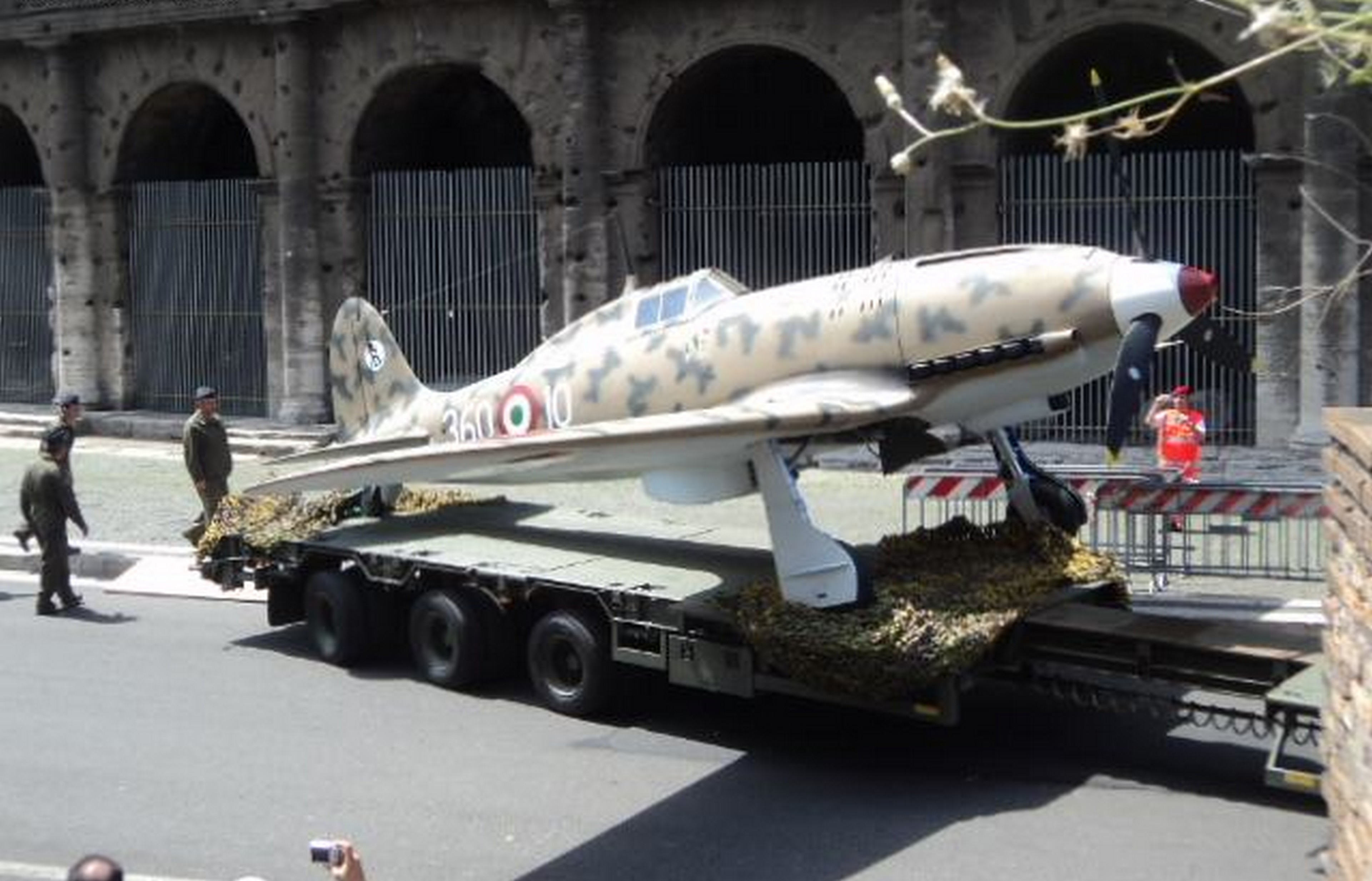
Un caccia C.202 Folgore sfila in parata in Via dei Fori Imperiali durante la festa della Repubblica del 2 giugno 2011.

Assegnato alla 76ª Squadriglia, 7º Gruppo del 5º Stormo Caccia Terrestre, allora equipaggiato con gli Aermacchi C.200 Saetta, prestò servizio nel settore del Mediterraneo centrale, dove prese parte alla battaglia di mezzo giugno. Nell'estate del 1942 il suo gruppo fu riequipaggiato sull'aeroporto di Torino-Caselle con i caccia Aermacchi C.202 Folgore, prendendo parte, a partire dal marzo 1943, alla Campagna di Tunisia in forza alla 98ª Squadriglia.
Alla data dell’armistizio dell'8 settembre 1943, con all'attivo 8 vittorie aeree, si trovava presso la sua casa in convalescenza per una ferita ricevuta, e il 28 ottobre successivo aderì alla Repubblica Sociale Italiana, passando in forza all’Aeronautica Nazionale Repubblicana sul Campo della Promessa di Lonate Pozzolo. Assegnato al 1º Gruppo caccia "Asso di bastoni", equipaggiato con velivoli Aermacchi C.205V Veltro. Il 30 gennaio 1944 conseguì una doppietta abbattendo due caccia Republic P-47 Thunderbolt su Palmanova. Il 12 maggio 1944 si trovava con il suo reparto a Fogliano, una frazione di Reggio Emilia, e decollò con il suo aereo per effettuare delle manovre acrobatiche che dovevano essere riprese dalle cineprese dell'Istituto Luce per la realizzazione di un film di propaganda. Mentre il suo aereo si trovava in volo rovesciato apparvero alcuni caccia americani Lockheed P-38 Lightning che attaccarono il suo aereo che stava atterrando, e iniziarono a mitragliare gli altri fermi sulla pista. Atterrato in emergenza dopo essere stato raggiunto da due proiettili esplosivi che gli causarono una grave ferita ad una gamba, fu ricoverato all'ospedale in gravi condizioni, e l'arto gli fu subito amputato, ma si spense il giorno successivo. I funerali si tennero a Gaggiano il 21 maggio, e il suo corpo fu sepolto nel locale cimitero. Una settimana dopo gli venne intitolala la scuola elementare.
Al termine del conflitto aveva al suo attivo 8 vittorie con la Regia Aeronautica e tre con l'Aeronautica Nazionale Repubblicana, e risultava decorato con due Medaglie d'argento, tre di bronzo, la Croce di guerra al valor militare e la Croce di Ferro di seconda classe tedesca.

### Annotazioni
1. ↑  Quando alla sera Luigi Gorrini andò a trovarlo, Magnaghi rivolto all'amico gli chiese: Gigi, per piacere, slacciami la scarpa sinistra che è troppo stretta; Gorrini sollevò il lenzuolo e Magnaghi si mise a ridere nervosamente quando si accorse che della scarpa sinistra non c'era più bisogno. Sopraggiunta la gangrena Magnaghi perse la vita il giorno seguente.

### Fonti
1. 1 2 3 4 5 6 7 8 9 10 11 12  Migliavacca 2014, p. 3.
2. 1 2 3  Massimello, Apostolo 2000, p. 78.
3. 1 2  Dunning 1988, p. 22.
4. 1 2 3  Massimello, Apostolo 2000, p. 28.
5. 1 2 3  Massimello, Apostolo 2000, p. 86.
6. ↑  Bollettino Ufficiale 1941, supplemento 13, registrato alla Corte dei Conti addì 18 gennaio 1942, registro n.15 Aeronautica, foglio n.11.
7. ↑  Registrato alla Corte dei Conti il 26 maggio 1948, registro n.12 Aeronautica, foglio n.344.

### Periodici
- Paolo Migliavacca, Storie di guerra: il Carlo magnaghi pilota nostro, pluridecorato e caduto, in TuttoGaggiano, n. 5, Gaggiano, maggio 2014,  p. 3.